# Helenium aromaticum
Helenium aromaticum là một loài thực vật có hoa trong họ Cúc. Loài này được (Hook.) L.H.Bailey mô tả khoa học đầu tiên năm 1915.